# Antanas Nesteckis
Antanas Nesteckis (ur. 26 stycznia 1956 w Pelaičiai) – litewski polityk. Poseł na Sejm Republiki Litewskiej.

## Życiorys
W 1979 ukończył studia na Uniwersytecie Aleksandrasa Stulginskisa na Wydziale Elektryfikacji, a w 2008 ukończył Zarządzanie i administrację biznesową na tym samym uniwersytecie.
W latach 1979–1987 pracował jako główny energetyk w kołchozie "Pirmunas". Od 1987 do 1992 roku był przewodniczącym zarządu "Kolonna". Od 1996 kierownik Państwowej Inspekcji Podatkowej w Ministerstwie Finansów Republiki Litewskiej. Rok później był managerem w Tauro Bankas w Kownie. 1997-1998 - dyrektor ekonomiczny w litewsko-szwajcarskiej firmie ubezpieczeniowej Vicura. W latach 1998–2002 był dyrektorem w towarzystwie ubezpieczeniowym "Baltic Polis". 2002-2011 kierownik w Krajowym Inspektoracie Podatkowym w Hrabstwie Kowno. W 2011 był zastępcą dyrektora w Państwowym Inspektoracie Podatkowym w Kownie. Od roku 2011 był na stanowisku dyrektora administracyjnego Urzędu Miasta w Kownie, a w 2012 został zastępcą dyrektora administracji.
W 2012 przyjął propozycję kandydowania do Sejmu z ramienia Litewskiej Partii Socjaldemokratycznej. W wyborach w 2012 uzyskał mandat posła na Sejm Republiki Litewskiej.